# Darevskia rostombekovi
Darevskia rostombekovi es una especie de lagarto del género Darevskia, familia Lacertidae. Fue descrita científicamente por Darevsky en 1957.
Habita al norte de Armenia y oeste de Azerbaiyán. Los hábitats preferidos de D. rostombekowi son las áreas rocosas y los matorrales, en altitudes de 600 a 1700 metros (2000 a 5600 pies).